# The Seventh Date of Blashyrkh
The Seventh Date Of Blashyrkh es el primer álbum en directo de la banda noruega de black metal Immortal; publicado a través de Nuclear Blast en Europa el 6 de agosto de 2010 y en Norteamérica el 14 de septiembre de ese mismo año. La publicación consta de dos discos, un CD y un DVD, que incluyen la actuación del grupo en el festival germano Wacken Open Air de 2007. 
A pesar de no incluir ninguna clase de material adicional más allá del concierto íntegro, el álbum recibió en general buenas reseñas por parte de los críticos y se posicionó en varias listas de álbumes y DVD. Aunque la actuación tuvo lugar en 2007, The Seventh Date Of Blashyrkh salió a la venta un año después de la grabación de su octavo álbum de estudio All Shall Fall, razón por la cual no contiene ningún tema de este disco. El otro álbum obviado en la actuación es Blizzard Beasts, por otra parte, el resto de discos de Immortal tienen representación en el disco. 

## Antecedentes
En julio de 2003, tras trece años de carrera y siete álbumes de estudio, Immortal —formada por aquel entonces por el guitarrista y vocalista Abbath, el batería Horgh y el letrista Demonaz—; anunció su separación debido a razones personales. A pesar de la disolución del grupo, sus miembros continuaron ligados a la música. Horgh formó parte del proyecto Grimfist junto a Iscariah (anterior bajista de Immortal) e ingresó como batería en la banda de death metal Hypocrisy. Por su parte, Abbath colaboró en trabajos de Enslaved y Dimmu Borgir, y fundó el supergrupo I con Demonaz como letrista.
Tras apenas tres años de separación, en junio de 2006, Immortal formalizó su reunión con el anunciamiento de varias actuaciones. El puesto de bajista lo ocupó Apollyon, miembro de Aura Noir. La gira resultante, llamada 7 Dates of Blashyrkh estuvo compuesta de siete conciertos; cinco en Europa y dos en Estados Unidos. La última fecha fue el 4 de agosto de 2007, en el Wacken Open Air de Alemania, donde fue una de los cabezas de cartel junto a bandas como Blind Guardian, Iced Earth o In Flames.

## Concierto y grabación
Immortal actuó en Wacken la noche del sábado 4 de agosto, tras la banda germana Destruction, ante aproximadamente 70 000 espectadores. Durante la intro, los miembros del trío noruego fueron apareciendo en el escenario donde, tras saludar a la audiencia, comenzaron su actuación con el tema «The Sun No Longer Rises» (originalmente incluido en su álbum Pure Holocaust).

## Lanzamiento
The Seventh Date of Blashyrkh salió a la venta en Europa el 6 de agosto de 2010 y en Norteamérica el 14 de septiembre de ese mismo año a través de la discográfica Nuclear Blast, en formato CD+DVD.

## Lista de canciones
Todas las letras escritas por Demonaz.

| The Seventh Date Of Blashyrkh |                                      |                  |          |  |
| N.º                           | Título                               | Música           | Duración |  |
| 1.                            | «Intro»                              |                  |          |  |
| 2.                            | «The Sun No Longer Rises»            | Abbath y Demonaz | 5:05     |  |
| 3.                            | «Withstand The Fall Of Time»         | Abbath           | 8:59     |  |
| 4.                            | «Sons Of Northern Darkness»          | Abbath y Horgh   | 4:48     |  |
| 5.                            | «Tyrants»                            | Abbath y Horgh   | 7:32     |  |
| 6.                            | «One by One»                         | Abbath y Horgh   | 5:25     |  |
| 7.                            | «Wrath From Above»                   | Abbath y Horgh   | 5:36     |  |
| 8.                            | «Unholy Forces Of Evil»              | Abbath y Demonaz | 6:56     |  |
| 9.                            | «Unsilent Storms In The North Abyss» | Abbath y Demonaz | 3:12     |  |
| 10.                           | «At The Heart Of Winter»             | Abbath           | 8:10     |  |
| 11.                           | «Battles In The North»               | Abbath y Demonaz | 5:22     |  |
| 12.                           | «Blashyrk (Mighty Ravendark)»        | Abbath y Demonaz | 6:15     |  |
| 67:20                         |                                      |                  |          |  |

Notas:
- 11 y 12 pertenecen ál álbum Battles in the North (1995).

## Créditos
| - Abbath - guitarra y voz - Horgh – batería - Apollyon – bajo | Producción - Immortal y Marcel Schleiff - producción - Thomas Jensen - producción ejecutiva - Jacky Lehmann - grabación - Peter Tägtgren - mezcla - Jonas Kjellgren - masterización - Ole Vidar Søviknes - edición - Sven Offen - dirección - Idar Eggen y Alexei Vitvitskiy - fotografía - Mira Born - portada y fotografía |